# Leo Blech
Leo Blech (Aquisgrán, 21 de abril de 1871 - Berlín, 25 de agosto de 1958) fue un compositor de ópera y director de orquesta alemán, conocido en especial por su trabajo en el Königliches Opernhaus (Ópera Estatal de Berlín) entre 1906 y 1937 de forma casi continuada y, más tarde, como director de la llamada entonces Ópera Cívica (1949-1953). Blech destacó por sus interpretaciones fieles, claras y elegantes, especialmente de obras de Wagner, Verdi y la Carmen de Bizet, centenares de veces interpretada.

## Biografía
Blech nació en el seno de una familia judía en Aquisgrán, Prusia, siendo el menor de tres hermanos. Asistió a la Universidad de las Artes de Berlín, donde estudió piano con Ernst Rudorff y composición con Woldemar Bargiel. Después tomó clases particulares con Engelbert Humperdinck durante cuatro años para ampliar su técnica de dirección.
Alcanzó la dirección de orquesta en el Teatro de Aquisgrán en 1893. Entre 1899 y 1906, dirigió la Ópera Estatal de Praga antes de trasladarse a la Ópera Estatal de Berlín gracias a las gestiones de Richard Strauss. En 1913, fue nombrado director general de Música. Entre 1923 y 1926, dirigió en los teatros de ópera de Berlín y Viena, incluyendo la Ópera Alemana, el Teatro del Oeste de Berlín y la Ópera Popular de Viena. En 1926 regresó a la Ópera Estatal, donde permaneció hasta que las políticas antisemitas de Hitler le obligaron en 1937 a exiliarse en Riga, donde dirigió la Ópera Nacional de Letonia. Tras ocupar Letonia la Unión Soviética, rechazó una oferta para establecerse en Moscú. Con la Operación Barbarroja y la ocupación de Letonia por la Alemania Nazi, la alta reputación de Blech en Alemania y fuera de ella como músico, hizo que Hermann Göring, lugarteniente de Hitler, emitiera una orden para que el jefe de la Schutzpolizei en Riga, expidiera un visado de salida para Blech y le permitiera viajar a la Suecia neutral; Göring ya había considerado en el pasado que «por sus contribuciones en el campo de la música no debía ser expulsado del Reich». Se convirtió, así, en el único sobreviviente judío en Riga del Holocausto.
Durante y después de la Segunda Guerra Mundial, Blech dirigió la Ópera Estatal de Estocolmo. En 1949 regresó a Berlín para dirigir la llamada entonces, Ópera Cívica, donde trabajó hasta 1953. Uno de sus alumnos, el director de orquesta Herbert Sandberg, se casó con su hija Luise (Lisel) (1913 - 2006). Blech grabó música de ópera y orquesta para la Deutsche Grammophon, HMV, Ultraphon/Telefunken, Decca y la discográficas Elite.

## Composiciones
- Aglaja (ópera, Aquisgrán 1893)
- Cherubina (ópera, Hamburgo 1894)
- Rappelkopf (ópera, Berlín 1916)
- Gavotte para violonchelo y piano Op.10b 1902
- Das war ich (ópera, Dresde 1902, textos de Richard Batka)
- Alpenkönig und Menschenfeind (reelaboración de la ópera de Ferdinand Raimund, Dresde 1903)
- Aschenbroedel (ópera, Praga 1905)
- Versiegelt (ópera, Hamburgo 1908)
- Die Strohwitwe (opereta, Hamburg 1920)
- Von den Englein
- Sommernacht